# Table des caractères Unicode/U10080
Cette page contient des caractères spéciaux ou non latins. S’ils s’affichent mal (▯, ?, etc.), consultez la page d’aide Unicode.
Table des caractères Unicode U+10080 à U+100FF.

## Linéaire B — idéogrammes(Unicode 4.0)
Idéogrammes et monogrammes utilisés conjointement pour l’écriture avec le syllabaire linéaire B : personnages (homme, femme) et animaux (cervidés, équidés, ovidés, bovidés), céréales (blé, orge) et autres plantes (olive, épice, cypérus, fruit, safran), extraits et dérivés de végétaux (huile, vin, oint, ..., miel), métaux (bronze, or, argent ?), autres matières et objets ou unités de mesure (laine, corne,  fromage, tissu, tunique, armure, mois/lune, arbre/tronc, casque, tabouret, baignoire, lance, flèche, poignards, char à roue, chariot sans roue, bâti de char, roue, dipte et symboles religieux égyptiens, idéogrammes partiellement connus, dard, etc.), vases et poteries (amphores, etc.).

### Table des caractères
| en fr   | 0 | 1 | 2 | 3 | 4 | 5 | 6 | 7 | 8 | 9 | A | B | C | D | E | F |
| ------- | - | - | - | - | - | - | - | - | - | - | - | - | - | - | - | - |
| U+10080 | 𐂀 | 𐂁 | 𐂂 | 𐂃 | 𐂄 | 𐂅 | 𐂆 | 𐂇 | 𐂈 | 𐂉 | 𐂊 | 𐂋 | 𐂌 | 𐂍 | 𐂎 | 𐂏 |
| U+10090 | 𐂐 | 𐂑 | 𐂒 | 𐂓 | 𐂔 | 𐂕 | 𐂖 | 𐂗 | 𐂘 | 𐂙 | 𐂚 | 𐂛 | 𐂜 | 𐂝 | 𐂞 | 𐂟 |
| U+100A0 | 𐂠 | 𐂡 | 𐂢 | 𐂣 | 𐂤 | 𐂥 | 𐂦 | 𐂧 | 𐂨 | 𐂩 | 𐂪 | 𐂫 | 𐂬 | 𐂭 | 𐂮 | 𐂯 |
| U+100B0 | 𐂰 | 𐂱 | 𐂲 | 𐂳 | 𐂴 | 𐂵 | 𐂶 | 𐂷 | 𐂸 | 𐂹 | 𐂺 | 𐂻 | 𐂼 | 𐂽 | 𐂾 | 𐂿 |
| U+100C0 | 𐃀 | 𐃁 | 𐃂 | 𐃃 | 𐃄 | 𐃅 | 𐃆 | 𐃇 | 𐃈 | 𐃉 | 𐃊 | 𐃋 | 𐃌 | 𐃍 | 𐃎 | 𐃏 |
| U+100D0 | 𐃐 | 𐃑 | 𐃒 | 𐃓 | 𐃔 | 𐃕 | 𐃖 | 𐃗 | 𐃘 | 𐃙 | 𐃚 | 𐃛 | 𐃜 | 𐃝 | 𐃞 | 𐃟 |
| U+100E0 | 𐃠 | 𐃡 | 𐃢 | 𐃣 | 𐃤 | 𐃥 | 𐃦 | 𐃧 | 𐃨 | 𐃩 | 𐃪 | 𐃫 | 𐃬 | 𐃭 | 𐃮 | 𐃯 |
| U+100F0 | 𐃰 | 𐃱 | 𐃲 | 𐃳 | 𐃴 | 𐃵 | 𐃶 | 𐃷 | 𐃸 | 𐃹 | 𐃺 |   |   |   |   |   |